# Corticeus linearis
Corticeus linearis – gatunek chrząszcza z rodziny czarnuchowatych i podrodziny Diaperinae. Zamieszkuje Europę, Afrykę Północną i Azję Północną.

## Taksonomia
Gatunek ten opisany został po raz pierwszy w 1790 roku przez Johana Christiana Fabriciusa pod nazwą Hypophlaeus linearis.

## Morfologia
Chrząszcz o mocno wydłużonym, bardzo wąskim, walcowatym ciele długości od 2,5 do 2,8 mm.
Poprzeczna, brązowoczarna głowa jest regularnie pokryta drobnymi punktami oddalonymi na dystanse równe średnicom. Ma ona prawie dwukrotnie szersze niż dłuższe, na przedzie wykrojone oczy.
Przedplecze jest dłuższe niż szersze, ubarwione i punktowane tak samo jak głowa, o przednich kątach zaokrąglonych, bokach równoległych, bocznych krawędziach niewidocznych przy patrzeniu od góry, a kątach tylnych rozwartych i zaokrąglonych. Pokrywy są bladobrązowe lub żółtobrunatne, czasem z przyciemnionym wierzchołkiem, w kształcie silnie wydłużone, tak szerokie jak przedplecze, na powierzchni drobno, płytko i bezładnie punktowane, bez regularnych szeregów punktów, ale z rzędami czasem zaznaczonymi w postaci przyciemnionych linii. Odnóża są krótkie i bardzo chude.

## Ekologia i występowanie
Owad rozmieszczony od nizin po góry, z wyjątkiem ich wysokich partii. Jest saproksylicznym drapieżnikiem związanym z drzewami iglastymi, najczęściej z sosnami. Larwy i postacie dorosłe zamieszkują górną część pni i gałęzie, gdzie bytują w korytarzach kornikowatych, w tym: czterooczaka mniejszego, kornika drukarza, kornika zrosłozębnego, oszczecika jasnego, rytownika dwuzębnego i rytownika pospolitego.
Gatunek palearktyczny. W Europie znany jest z Hiszpanii, Wielkiej Brytanii, Francji, Belgii, Holandii, Niemiec, Szwajcarii, Austrii, Włoch, Danii, Szwecji, Norwegii, Finlandii, Estonii, Łotwy, Litwy, Polski, Czech, Słowacji, Węgier, Białorusi, Rumunii, Grecji oraz europejskiej części Rosji, w Afryce z Tunezji, a w Azji z syberyjskiej i dalekowschodniej części Rosji. Na północ dociera do koła podbiegunowego. W Czechach spotykany jest dość rzadko i na „Czerwonej liście gatunków zagrożonych Republiki Czeskiej” umieszczony został jako gatunek narażony na wymarcie (VU).